# Collège du renseignement en Europe
 (juillet 2020).
Le Collège du renseignement en Europe (en anglais : Intelligence College in Europe) est une entité intergouvernementale, indépendante des institutions de l’Union européenne, inaugurée le 5 mars 2019 à Paris. Elle réunit les membres des communautés du renseignement national des États qui en sont parties, sans adossement à une structure institutionnelle ou communautaire.
Le Collège a pour ambition d’associer l’ensemble des communautés du renseignement (services civils, militaires, intérieurs, extérieurs et techniques) des pays européens, les décideurs nationaux et européens et le monde académique afin de stimuler la réflexion stratégique et ainsi développer une culture commune du renseignement.

## Historique
Dans son discours sur l’avenir de l’Europe prononcé 27 septembre 2017 à la Sorbonne, le Président de la République française, Emmanuel Macron, propose la création d’une « Académie européenne du renseignement », qui aurait vocation à servir de creuset pour l’émergence d’une culture stratégique commune. 
Il affirme notamment :

« Ce qui manque le plus à l’Europe aujourd'hui, cette Europe de la Défense, c’est une culture stratégique commune. […] Nous n’avons pas les mêmes cultures, parlementaires, historiques, politiques ni les mêmes sensibilités . Et nous ne changerons pas cela en un jour. Mais je propose dès à présent d’essayer de construire cette culture en commun, en proposant une initiative européenne […] visant à développer cette culture stratégique partagée. […] Je souhaite ainsi la création d’une Académie européenne du renseignement pour renforcer les liens entre nos pays, par des actions de formation et d’échanges. »

Emmanuel Macron renomme cette initiative « Collège du Renseignement en Europe » à l’occasion de l’évènement inaugural à Paris le 5 mars 2019. Cette rencontre réunit soixante-six services de renseignement issus de trente pays européens, avec un niveau de représentation généralement élevé : 30 directeurs de services, 9 coordinateurs nationaux et 13 représentants des institutions européennes. Les trente pays représentés sont les vingt-sept États membres de l’UE, ainsi que la Norvège, le Royaume-Uni et la Suisse. 
Le 26 février 2020, vingt-trois États se réunissent à Zagreb pour signer la Lettre d’Intention (LoI), qui formalise et pérennise l’existence du Collège du Renseignement en Europe, posant un cadre conceptuel et de gouvernance volontairement souple. Ces vingt-trois États sont : l'Autriche, l'Allemagne, la Belgique, Chypre, la Croatie, le Danemark, l'Espagne, l'Estonie, la Finlande, la France, la Hongrie, l'Italie, la Lettonie, la Lituanie, Malte, la Norvège, les Pays-Bas, le Portugal, la République tchèque, la Roumanie, le Royaume-Uni, la Slovénie et la Suède . 
Sur les 30 pays réunis initialement à Paris le 5 mars 2019, 7 d’entre eux ont choisi d’avoir un statut de Partenaire, moins contraignant, mais permettant de participer à certaines activités. En signant la Lettre d’Intention, les Partenaires deviennent Membre de plein droit. C’est le cas de la Bulgarie, qui a signé la LoI en mai 2023, devenant le 24ème Membre du Collège. Actuellement, les Partenaires du Collège sont la Grèce, l’Irlande, le Luxembourg, la Pologne, la Slovaquie et la Suisse.

## Organisation
Le Collège du Renseignement en Europe fonctionne sur une organisation à deux niveaux, comprenant un organe décisionnel, représentant les pays partenaires européens (le Comité de Pilotage), et un organe chargé de la mise en œuvre des décisions (le Secrétariat Permanent).
La présidence du Comité de Pilotage est assurée par un pays, par rotation annuelle. 
Liste des présidences du Collège du Renseignement en Europe :
- Croatie (2020),
- Royaume-Uni (2021),
- Italie (2022),
- Roumanie (2023).
- Espagne (2024)
- Norvège (2025)[7]

## Activités
Le Collège du Renseignement en Europe a trois missions : 
- Favoriser les partages d’expérience et de cultures professionnelles ;
- Faire connaître les enjeux de renseignement ;
- Développer un réseau académique pour la réflexion stratégique et de renseignement, à l’échelle européenne[8].